# Никл(II)-карбонат
Никл(II) карбонат је неорганско хемијско једињење хемијске формуле NiCO3.

## Добијање
Ова со се добија тако што се раствору натријум-бикарбоната који је засићен угљен-диоксидом дода никло-сулфат. Уколико се никлове соли мешају са натријум-карбонатом добиће се базни никло-карбонати.

## Својства
Ова супстанца је сачињена из зелених кристала. Пиролизом се добија оксид: